# Amphiprion polymnus

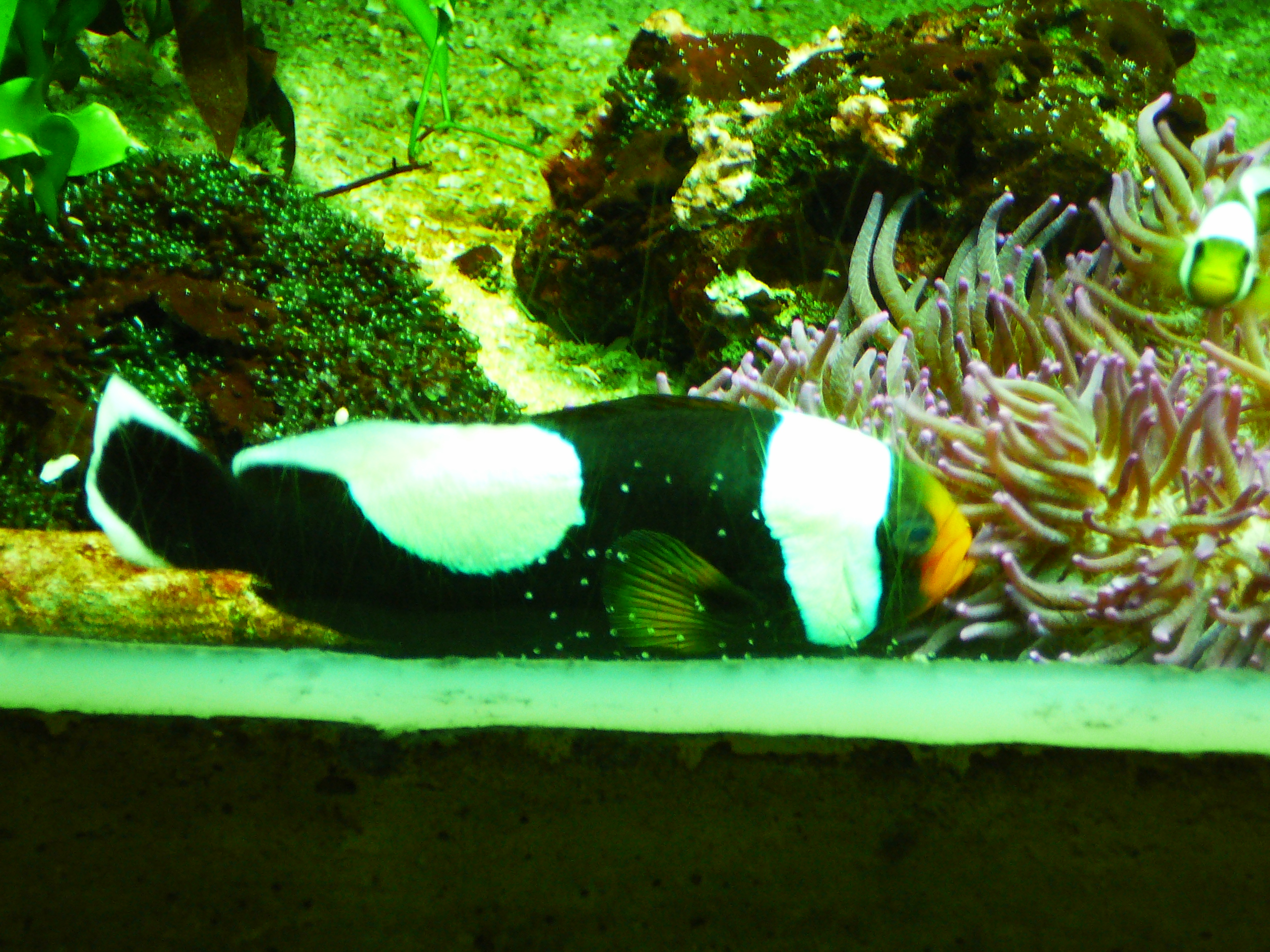
Amphiprion polymnus

Amphiprion polymnus és una espècie de peix de la família dels pomacèntrids i de l'ordre dels perciformes.

## Morfologia
- Els mascles poden assolir 13 cm de llargària total.[3][4]

## Reproducció
És monògam i hermafrodita.

## Hàbitat
Viu en zones de clima tropical (30°N-25°S), associat als esculls de corall, a 2-30 m de fondària i en simbiosi amb les anemones Heteractis crispa i Stichodactyla haddoni.

## Distribució geogràfica
Es troba al Pacífic occidental: Illes Ryukyu, la Xina, el Vietnam, Taiwan, el Golf de Tailàndia, Indonèsia, Filipines, Austràlia (el Territori del Nord i el Golf de Carpentària), Nova Guinea, Nova Bretanya i Salomó.

## Observacions
Es pot criar en captivitat.